# Hesitant Alien
Hesitant Alien é o álbum de estreia solo do cantor norte-americano Gerard Way, lançado em 29 de setembro de 2014, pela Warner Bros. Records. O álbum é o primeiro trabalho do cantor desde o fim da banda My Chemical Romance, onde era o vocalista. Até o lançamento do álbum, foram lançados dois singles: "No Shows" e "Millions".

## Antecedentes
Em 22 de março de 2013, o My Chemical Romance oficializou a sua separação. Após assinar com a Warner Bros Records, Gerard passou a anunciar o início de sua carreira solo com o lançamento do single promocional "Action Cat", em 11 de junho de 2014. Logo depois foi lançado um novo website caracterizando os trabalhos de arte e conceito do álbum e o novo logotipo. O primeiro single do álbum, "No Shows", foi lançado em 18 de agosto de 2014. "Millions", o segundo single, foi lançado em 17 de novembro, antecipado pelo videoclipe da música, lançado em 6 de outubro.

## Promoção
Hesitant Alien foi lançado em 29 de setembro de 2014 nos Estados Unidos. Porém, a pré-venda de versões em vinil e CD do álbum tornou-se disponível em agosto, com uma ação promocional criada especificamente para a pré-encomenda. Em 29 de setembro de 2014, Way apresentou o disco na plataforma online "VyRT", durante uma festa de audição com comentários do álbum.

## Recepção da crítica
| Críticas profissionais | Críticas profissionais |
| Pontuações agregadas   | Pontuações agregadas   |
| Fonte                  | Avaliação              |
| ---------------------- | ---------------------- |
| Metacritic             | 75/100                 |
| Avaliações da crítica  |                        |
| Fonte                  | Avaliação              |
| Alternative Press      | [ 9 ]                  |
| American Songwriter    | [ 10 ]                 |
| Billboard              | [ 11 ]                 |
| Kerrang                | [ 12 ]                 |
| NME                    | [ 13 ]                 |
| Rock Sound             | [ 14 ]                 |
| Team Rock              | [ 15 ]                 |

Hesitant Alien recebeu críticas bastante positivas, o website Metacritic avaliou o álbum em 75 pontos de média numa escala que vai até 100. David McLaughlin da revista Rock Sound afirmou que algumas das canções do álbum são as melhores composições de Way até então, rotulando o álbum como rock alternativo. Ele também afirmou que não há nada dos esforços feitos para os álbuns do My Chemical Romance no disco.
Jason Pettigrew do Alternative Press, disse: "Agora, no final de seus 30 e poucos anos, ele vai voltar para as coisas que o havia ligado, o glam rock pretensioso dos anos 70, o pós-punk dos anos 80 e todas as convenções sônicas do britpop dos anos 90, e que o "álbum" tem o suficiente requisito de clamor para garantir que ele permaneça relevante e extremamente vibrante". O álbum foi classificado em primeiro lugar na lista dos "Dez álbuns essenciais de 2014" da revista Alternative Press.

## Lista de faixas
| Edição padrão  |                         |                |         |  |
| N.º            | Título                  | Compositor(es) | Duração |  |
| 1.             | "The Bureau"            | Gerard Way     | 2:38    |  |
| 2.             | "Action Cat"            | Way            | 3:07    |  |
| 3.             | "No Shows"              | Way            | 4:12    |  |
| 4.             | "Brother"               | Way            | 4:31    |  |
| 5.             | "Millions"              | Way            | 3:28    |  |
| 6.             | "Zero Zero"             | Way            | 2:49    |  |
| 7.             | "Juarez"                | Way            | 2:50    |  |
| 8.             | "Drugstore Perfume"     | Way            | 4:50    |  |
| 9.             | "Get the Gang Together" | Way            | 3:40    |  |
| 10.            | "How It's Going to Be"  | Way            | 3:44    |  |
| 11.            | "Maya the Psychic"      | Way            | 3:02    |  |
| Duração total: | Duração total:          | Duração total: | 36:51   |  |

| Faixas bônus da edição japonesa |                           |         |  |
| N.º                             | Título                    | Duração |  |
| 12.                             | "Television All the Time" | 3:34    |  |

## Desempenho comercial

### Posições
| Tabela musical (2014)                                | Melhor posição |
| ---------------------------------------------------- | -------------- |
| Austrália (ARIA Charts)                              | 29             |
| Estados Unidos (Billboard 200)                       | 16             |
| Estados Unidos (Billboard Rock Albums)               | 4              |
| Estados Unidos (Billboard Alternative Albums)        | 1              |
| Irlanda (IRMA Albums Chart)                          | 17             |
| Nova Zelândia (The Official New Zealand Music Chart) | 37             |
| Reino Unido (UK Albums Chart)                        | 14             |
| Reino Unido (UK Rock Albums)                         | 1              |

## Histórico de lançamento
| País           | Data                   | Gravadora            | Formato          |
| -------------- | ---------------------- | -------------------- | ---------------- |
| Estados Unidos | 29 de setembro de 2014 | Reprise Records      | CD LP            |
| Mundo          | 30 de setembro de 2014 | Warner Bros. Records | Download digital |